# Вила Проварони (Ријети)
Вила Проварони је насеље у Италији у округу Ријети, региону Лацио.
Према процени из 2011. у насељу је живело 179 становника. Насеље се налази на надморској висини од 464 м.